# دالي وود (سائق سباق)
دالي وود (بالإنجليزية: Dale Wood)‏ هو سائق سباق نيوزيلندي، ولد في 9 يونيو 1983 في ملبورن في أستراليا.